# Microcyba brevidentata
Microcyba brevidentata är en spindelart som beskrevs av Holm 1962. Microcyba brevidentata ingår i släktet Microcyba och familjen täckvävarspindlar.
Artens utbredningsområde är Tanzania. Inga underarter finns listade i Catalogue of Life.